# Theridion rabuni
Theridion rabuni là một loài nhện trong họ Theridiidae.
Loài này thuộc chi Theridion. Theridion rabuni được Ralph Vary Chamberlin & Wilton Ivie miêu tả năm 1944.